# North Bank Road

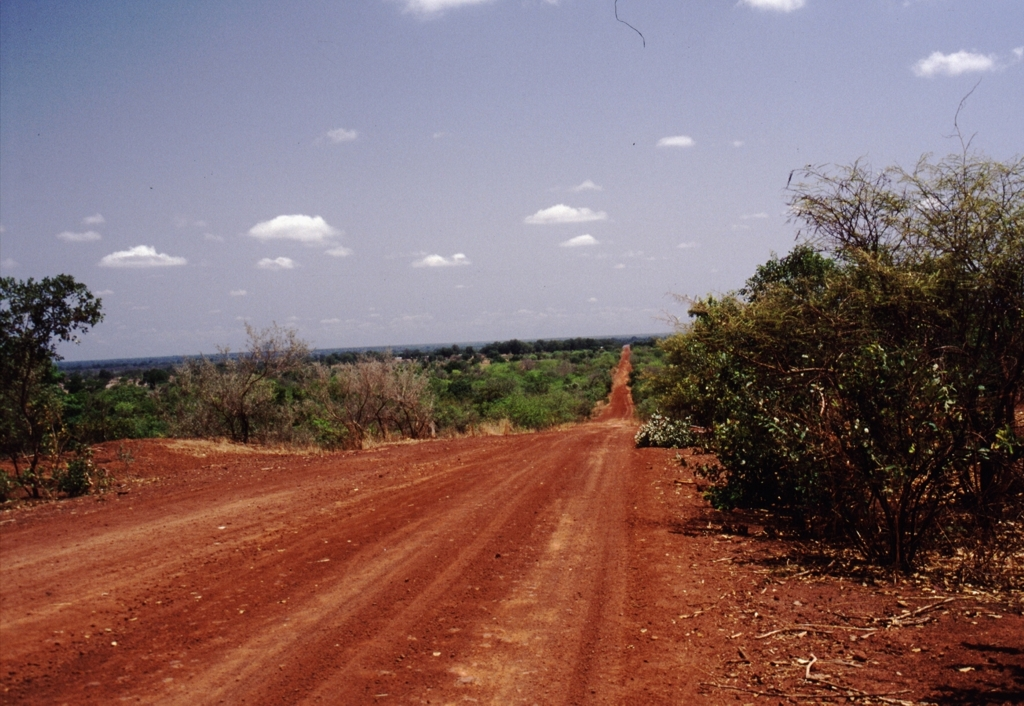
North Bank Road w 2000 r. (przed wyasfaltowaniem)

North Bank Road, właśc. Main North Bank Road – jedna z głównych dróg w Gambii, przebiegająca w kierunku wschód-zachód wzdłuż północnego brzegu rzeki Gambia. 
North Bank Road jest od 2003 roku najważniejszą i najczęściej uczęszczaną trasą łączącą gambijskie wybrzeże Atlantyku z resztą kraju, zwłaszcza od czasu wyłożenia drogi asfaltem prawie na całym odcinku od Barra do małej przystani promowej na wysokości MacCarthy Island. Wcześniej częściej korzystano z trasy na południowym brzegu rzeki (South Bank Road), jednak obecnie ze względu na bardzo zły stan nawierzchni droga ta używana jest niemal wyłącznie w transporcie lokalnym. Jedynie na odcinku na wschód od Janjanbureh transport odbywa się częściej wzdłuż południowego brzegu rzeki. 

## Przebieg trasy
North Bank Road rozpoczyna się przy przystani promowej łączącej miasto Barra z Bandżulem na przeciwległym brzegu rzeki. Droga wiedzie dalej na wschód w odległości kilku kilometrów od północnych brzegów Gambii i przechodzi przez miejscowości Essau, Bending, Kerewan, Nja Kunda, po czym przecina inną ważną arterię komunikacyjną kraju – trasę transgambijską – w miejscowości Farafenni. Z Farafenni droga wiedzie przez Wassu do przystani promowej, zapewniającej połączenie z miastem Janjanbureh na wyspie MacCarthy. Przy przystani kończy się pokryty asfaltem odcinek North Bank Road (stan z lutego 2007), jednak trasa ta ciągnie się dalej aż do miejscowości Fatoto na wschodnim krańcu Gambii, gdzie łączy się z South Bank Road.